# Popielewo (powiat policki)
Popielewo (do 1945 niem. Haffhorst) – osada w województwie zachodniopomorskim, w powiecie polickim, gminie Nowe Warpno, nad Zalewem Szczecińskim ok. 1, 5 km na północny wschód od Brzózek.

## Historia

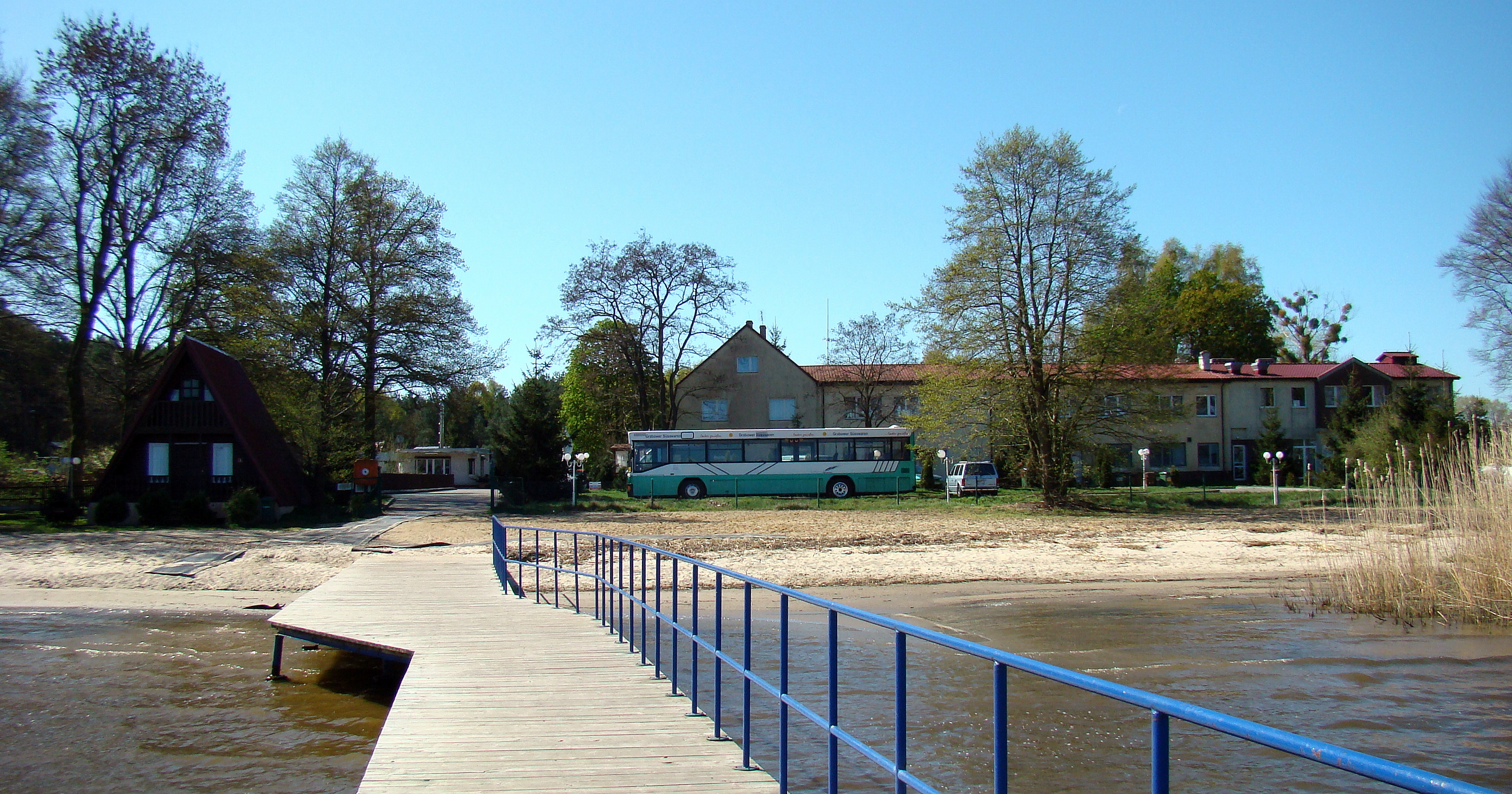
Ośrodek wypoczynkowy ZCH Police (2009 r.)

Pierwotnie w latach 30. XX wieku znajdował się tu majątek rolny, zamieszkany przed 1939 r. przez 3 rodziny (10 os.).
W czasie II wojny światowej niezniszczona, osada została zajęta pod koniec kwietnia 1945 r. przez wojska radzieckie (2 Front Białoruski – 2 Armia Uderzeniowa) i została oddana pod administrację polską, przybyli pierwsi polscy osadnicy. Od II połowy XX w. powstawały tu letniska. W 1972 r. zlokalizowany został tu ośrodek wypoczynkowo-szkoleniowy Zakładów Chemicznych Police o nazwie Brzózki, wtopiony w okoliczne lasy Puszczy Wkrzańskiej.
Osada często mylnie określana od nazwy ośrodka Brzózkami.
Przynależność polityczno-administracyjna:
- 1815–1866: Związek Niemiecki, Królestwo Prus, prowincja Pomorze, rejencja szczecińska, powiat Randow (1816–1826), powiat Ueckermünde
- 1866–1871: Związek Północnoniemiecki, Królestwo Prus, prowincja Pomorze, rejencja szczecińska, powiat Ueckermünde
- 1871–1918: Cesarstwo Niemieckie, Królestwo Prus, prowincja Pomorze, rejencja szczecińska, powiat Ueckermünde
- 1919–1933: Rzesza Niemiecka (Republika Weimarska), kraj związkowy Prusy, prowincja Pomorze, rejencja szczecińska, powiat Ueckermünde
- 1933–1945: III Rzesza, prowincja Pomorze, rejencja szczecińska, powiat Ueckermünde
- 1945–1952: Rzeczpospolita Polska (Polska Ludowa), województwo szczecińskie, powiat szczeciński
- 1952–1975: Polska Rzeczpospolita Ludowa, województwo szczecińskie, powiat szczeciński
- 1975-1989: Polska Rzeczpospolita Ludowa, województwo szczecińskie, gmina Nowe Warpno
- 1989-1998: Rzeczpospolita Polska, województwo szczecińskie, gmina Nowe Warpno
- 1999-teraz: Rzeczpospolita Polska, województwo zachodniopomorskie, powiat policki, gmina Nowe Warpno